# Krasiczyn (gemeente)
De gemeente Krasiczyn is een landgemeente in het Poolse woiwodschap Subkarpaten, in powiat Przemyski.
De zetel van de gemeente is in Krasiczyn.
Op 30 juni 2004 telde de gemeente 4758 inwoners.

## Oppervlakte gegevens
In 2002 bedroeg de totale oppervlakte van gemeente Krasiczyn 127,17 km², waarvan:
- agrarisch gebied: 31%
- bossen: 61%

De gemeente beslaat 10,48% van de totale oppervlakte van de powiat.

## Demografie
Stand op 30 juni 2004:
| Omschrijving                   | Totaal | Totaal | Vrouwen | Vrouwen | Mannen | Mannen |
| ------------------------------ | ------ | ------ | ------- | ------- | ------ | ------ |
| eenheid                        | aantal | %      | aantal  | %       | aantal | %      |
| inwoners                       | 4758   | 100    | 2379    | 50      | 2379   | 50     |
| bevolkingsdichtheid (inw./km²) | 37,4   | 37,4   | 18,7    | 18,7    | 18,7   | 18,7   |

In 2002 bedroeg het gemiddelde inkomen per inwoner 1245,05 zł.

## Aangrenzende gemeenten
Bircza, Fredropol, Krzywcza, Przemyśl, Przemyśl